# Aleksander z Jerozolimy
Aleksander z Jerozolimy – trzydziesty czwarty biskup Jerozolimy; sprawował urząd w latach 213–251, ofiara prześladowań chrześcijan za panowania cesarza Decjusza.